# Trofeo di calcio Hassan II 1996
La Trofeo di calcio Hassan II 1996 (Coupe internationale Hassan II de football 1996) fu la prima edizione del Trofeo di calcio Hassan II, competizione calcistica amichevole per nazione organizzata dalla Federazione calcistica del Marocco. La competizione si svolse in Marocco dal 11 dicembre al 12 dicembre 1996 e vide la partecipazione di quattro squadre su invito: Croazia, Marocco, Nigeria e Rep. Ceca.

## Formula
- Qualificazioni

Nessuna fase di qualificazione. Le squadre sono qualificate direttamente alla fase finale.
- Fase finale

Fase a eliminazione diretta - 4 squadre, giocano partite di sola andata. La vincente si laurea campione del Trofeo Hassan II.

## Squadre partecipanti
| Pr. | Squadra   | Data di qualificazione certa | Partecipante in quanto                                         | Partecipazioni precedenti al torneo | Ultima presenza |
| --- | --------- | ---------------------------- | -------------------------------------------------------------- | ----------------------------------- | --------------- |
| 1   | Marocco   | -                            | Rappresentativa della nazione organizzatrice della fase finale | -                                   | Esordiente      |
| 2   | Croazia   | -                            | Invitata                                                       | -                                   | Esordiente      |
| 3   | Nigeria   | -                            | Invitata                                                       | -                                   | Esordiente      |
| 4   | Rep. Ceca | -                            | Invitata                                                       | -                                   | Esordiente      |

Nella sezione "partecipazioni precedenti al torneo", le date in grassetto indicano che la nazione ha vinto quella edizione del torneo, mentre le date in corsivo indicano la nazione ospitante.

## Fase finale

### Fase a eliminazione diretta

#### Tabellone
|  | Semifinali | Semifinali | Semifinali |           |         | Finale          | Finale          | Finale          |  |
|  |            |            |            |           |         |                 |                 |                 |  |
|  | Marocco    | Marocco    | 2 (6)      |           |         |                 |                 |                 |  |
|  | Marocco    | Marocco    | 2 (6)      |           |         |                 |                 |                 |  |
|  | Croazia    | Croazia    | 2 (7)      |           |         |                 |                 |                 |  |
|  | Croazia    | Croazia    | 2 (7)      |           | Croazia | Croazia         | 1 (4)           |                 |  |
|  |            |            |            |           | Croazia | Croazia         | 1 (4)           |                 |  |
|  |            |            | Rep. Ceca  | Rep. Ceca | 1 (1)   |                 |                 |                 |  |
|  | Rep. Ceca  | Rep. Ceca  | Rep. Ceca  | Rep. Ceca | 1 (1)   | 2               |                 |                 |  |
|  | Rep. Ceca  | Rep. Ceca  |            |           |         | 2               |                 |                 |  |
|  | Nigeria    | Nigeria    | 1          |           |         | Finale 3º posto | Finale 3º posto | Finale 3º posto |  |
|  | Nigeria    | Nigeria    | 1          |           |         |                 |                 |                 |  |
|  |            |            |            |           |         |                 |                 |                 |  |
|  |            |            |            |           |         | Marocco         | Marocco         | 2               |  |
|  |            |            |            |           |         | Marocco         | Marocco         | 2               |  |
|  |            |            |            |           |         | Nigeria         | Nigeria         | 0               |  |

#### Semifinali
| Arbitro: | Redwan |

|                                                                           |                      |                                                                      |
| Bassir 22’ Bahja 72’                                                      | Marcatori            | 14’, 15’ Vlaović                                                     |
| Khalif Raghib Ouakili El Khalej Bahja Naybet Hadji Azzouzi Rossi El Brazi | Tiri di rigore 6 – 7 | Špehar Pamić Mamić Soldo Ladić Kovač Jurčević Pavličić Jerkan Špehar |

| Arbitro: | Redwan |

|                     |           |                    |
| Drulák 9’ Hašek 79’ | Marcatori | 87’ (rig.) Oparaku |

#### Finale 3º posto
| Arbitro: | N'Doye |

|                        |           |  |
| Bassir 49’ Jrindou 90’ | Marcatori |  |

#### Finale
| Arbitro: | Belqola |

|                                   |                      |                    |
| Pralija 29’                       | Marcatori            | 4’ Drulák          |
| Prosinečki Asanović Jarni Vlaović | Tiri di rigore 4 – 1 | Drulák Čížek Bejbl |

## Statistiche

### Classifica marcatori
2 reti
- Goran Vlaović
- Salaheddine Bassir
- Radek Drulák

1 rete
- Nenad Pralija
- Ahmed Bahja
- Abdellatif Jrindou
- Mobi Oparaku
- Martin Hašek